# Vejbæk
Vejbæk (auch deutsch: Weibek) ist ein dänischer Ort, der zur  Kirchspielsgemeinde (dän.: Sogn) Bov Sogn an der deutsch-dänischen Grenze gehört.

## Lage
Das Dorf Vejbæk wird zum Großteil über die Straße Vejbækvej erschlossen. In südöstlicher Nachbarschaft liegen der Ort Østerbæk (deutsch: Osterbek) und südlich der Ort Fårhus. Südöstlich in einer Entfernung von über sieben Kilometern befindet sich der Stadtrand von Flensburg.

## Hintergrund
Der dänische Ortsname Vejbæk, der im deutschen Weibek lautet, besteht aus zwei Wortbestandteilen. Das dänische Wort „Vej“, das im deutschen „Wei“ ausgesprochen wird, hat die Bedeutung „Weg“. Das Wort „Bæk“, in der deutschen Ortsnamensvariante „Bek“ bedeutet Bach. Der Ortsname bedeutet somit vermutlich „Weg-Bach“. Östlich vom Dorf Vejbæk verläuft der historische Ochsenweg. Westlich vom Dorf befindet sich offensichtlich ein Bachlauf.
Vejbæk gehörte offenbar schon im 19. Jahrhundert zum Kirchspiel Bau. Mitte des 19. Jahrhunderts gehörten zum Ort Vejbæk eine Vollhufe, eine Dreiviertelhufe, vier Halbhufen fünf Viertelhufen, zwölf Katen und 3 Instenstellen. Außerdem gehörten damals Vesterbæk (deutsch: Westerbek) (Lage), Østerbæk (deutsch: Osterbek), mit dem Osterbeker Wirtshaus, das Wirtshaus Frydendal (am nördlichen Rand von Fårhus (Lage)), sowie das Wirtshaus Leuchterkrug (an der Landstraße nach Aabenraa) zum Gemeindegebiet. Beim Wirtshaus Leuchterkrug wurde früher im Winter für die Post ein Lampenfeuer unterhalten, woher der Wirtshausname abgeleitet wurde. Eine Hufe und zwei Katen bei Vejbæk gehörten zudem zum Gut Stoltelund, das zur Schluxharde im Amt Tondern gehörte. Die Gemeinde Vejbæk gehörte ansonsten zur Wiesharde. Das Gemeindegebiet hatte eine Größe von ungefähr 9,56 km².
Auf der Karte der dänischen Landesaufnahme von 1857/58 war der Ort Vejbæk mit seinen Gebäuden, unter dem Namen „Vejbæk“ eingezeichnet. In den 1860er Jahren wurde die Bahnstrecke Fredericia–Flensburg aufgebaut, welche seitdem das Gemeindegebiet von Vejbæk durchkreuzt. Vejbæk erhielt aber keinen Haltepunkt, lediglich ein Bahnbetriebswerk wurde bei Vejbæk eingerichtet. Nach dem Deutsch-Dänischen Krieg wurde Vejbæk beziehungsweise Weibek, wie die gesamte Region, Teil des Deutschen Kaiserreiches. Auf der Karte der Preußischen Landesaufnahme von 1879 war der größer gewordene Ort unter dem Namen „Weibek“ abermals verzeichnet. Bis ins 20. Jahrhunderts hinein bestand Vejbæk unter dem deutschen Namen Weibek als eine eigenständige preußische Landgemeinde im Landkreis Flensburg. Nach der Volksabstimmung in Schleswig im Jahr 1920 kam die Gemeinde Vejbæk nach Dänemark.